# كوكو بي. وير
كوكو بي. وير (بالإنجليزية: Koko B. Ware)‏ هو مصارع محترف أمريكي، ولد في 20 يونيو 1957 في يونيون سيتي في الولايات المتحدة.

## وصلات خارجية
- كوكو بي. وير على موقع دبليو دبليو إي (الإنجليزية)
- كوكو بي. وير على موقع CageMatch worker (الإنجليزية)
- كوكو بي. وير على موقع قاعدة بيانات المصارعة على الإنترنت (الإنجليزية)
- كوكو بي. وير على موقع عالم المصارعة على الإنترنت (الإنجليزية)
- كوكو بي. وير على موقع عالم المصارعة على الإنترنت (الإنجليزية)

- كوكو بي. وير على موقع IMDb (الإنجليزية)
- كوكو بي. وير على موقع ميوزك برينز (الإنجليزية)
- كوكو بي. وير على موقع ديسكوغز (الإنجليزية)
- كوكو بي. وير على موقع قاعدة بيانات الفيلم (الإنجليزية)